# Kytary.cz
Kytary.cz je e-shop a síť kamenných prodejen s hudebními nástroji. Kytary.cz provozuje česká společnost AUDIO PARTNER s.r.o. 

## Historie firmy
Firma začala v roce 2000, kdy současný spolumajitel a zakladatel e-shopu Jan Pils zaregistroval doménu www.kytary.cz. Sám si naprogramoval e-shop a začal prodávat a posílat nástroje ze svého bytu.  V roce 2002 byla otevřena první prodejna v ulici Dačického v Praze. Ve stejném roce se k projektu připojil i Vladimír Myslík, který je společně s Janem Pilsem spolumajitelem. 
Současný ředitel firmy Tomáš Novák se k e-shopu Kytary.cz připojil v roce 2004.  V roce 2006 byla otevřena nová kamenná prodejna v ulici Děkanská vinice v Praze. Logistické centrum v Praze Modřanech bylo postaveno v roce 2008. Zde má firma také sídlo. V roce 2011 byla otevřena pobočka v Brně. 
Od roku 2015 má firma internetový obchod na Slovensku, o rok později vstoupila na polský trh.

## Další aktivity firmy
Firma dále provozuje online magazín Frontman, který byl založen 13. března 2013. Spravuje také tematické webové stránky hudebniforum.cz a hudebnibazar.cz. 
Kromě toho má svou vlastní online hudební školu Hudební Akademie Kytary.cz.
Kytary.cz sponzorovali hudební festivaly v Česku jako například Rock for People, United Islands, Mladí ladí jazz nebo Struny dětem a pořádají svůj vlastní hudební festival Festiwall. Kytary.cz také podporují kapelu The Tap Tap.

## Ocenění
E-shop Kytary.cz získal v letech 2013, 2014, 2015 a 2016 ocenění Shop roku, které vyhlašuje společnost Heureka Shopping s. r. o. 